# قصر الحمام الفوقاني
قصر الحمام الفوكاني هو قصرٌ (قريةٌ محصنة) في المغرب، يقعُ في منطقة فكيك.